# Toshirō Kageyama
Toshirō Kageyama (jap. 影山 利郎, Kageyama Toshirō; * 21. Juni 1926 in der Präfektur Shizuoka; † 31. Juli, 1990) war ein professioneller Go-Spieler.

## Biographie
Kageyama wurde in  der Präfektur Shizuoka, Japan, geboren. 1948 gewann er das größte Amateur-Go-Turnier in Japan. Im nachfolgenden Jahr bestand er die Aufnahmeprüfung für Profi-Go-Spieler. 
Kageyama spielte einen sehr ruhigen Stil, mit tiefgehenden Berechnungen. 

## Promotionen
- 1. Dan 1949
- 2. Dan 1950
- 3. Dan 1951
- 4. Dan 1953
- 5. Dan 1955
- 6. Dan 1961
- 7. Dan 1977

## Auszeichnungen
- Takamatsu-no-miya Preis (1967)

## Bücher
- Lehrstunden in den Grundlagen des Go, 2009, ISBN 978-3-940563-05-7
- Kage's Secret Chronicles of Handicap Go. ISBN 4-87187-017-0

| Personendaten    | Personendaten          |
| ---------------- | ---------------------- |
| NAME             | Kageyama, Toshirō      |
| ALTERNATIVNAMEN  | 影山 利郎 (japanisch)  |
| KURZBESCHREIBUNG | japanischer Go-Spieler |
| GEBURTSDATUM     | 21. Juni 1926          |
| GEBURTSORT       | Präfektur Shizuoka     |
| STERBEDATUM      | 31. Juli 1990          |